# Notan
Notan är en sketch från Hasseåtagerevyn Hålligång, som spelades 1963 på nöjesrestaurangen Berns i Stockholm och Lorensbergsteatern i Göteborg. 
Sketchen, som är skriven av Hans Alfredson och Tage Danielsson, behandlar svårigheterna att dela en krognota på fyra personer. Medverkande i sketchen var Lissi Alandh, Tage Danielsson och Hasse Alfredson och Monica Zetterlund.
En inspelning av sketchen har även givits ut på grammofonskiva, bland annat på samlingsskivan Lösryckta bitar – från Gröna Hund till Dubbelgöken (Svenska Ljud, 1982).
Sketchen beskrivs på detta sätt i Staffan Schöiers och Stefan Wermelins bok Hasse & Tage. Svenska ord & Co. Saga och Sanning: "Bland klassikerna som bjöds i Hålligång finns sketchen Notan, vars bäst-före-datum inte nalkas så länge som svenskarna vill betala var för sig på restaurangen".